# QueerANarchive
queerANarchive je udruga za razvoj, istraživanje i propitivanje kulture queer koja djeluje u Splitu i okolici.

## Povijest
Udruga je osnovana 2010. u Splitu kao Kolektiv za razvoj, istraživanje i propitivanje queer kulture - queerANarchive te je službeno upisana u Registar udruga RH 2013. gdje za misiju navodi: "promicanje, razvoj i unaprjeđenje queer kulture i zajednice kroz istraživački, edukativni, umjetnički, kustoski, izdavački i zagovarački rad, s ciljem poticanja kritičkog i refleksivnog promišljanja društvene stvarnosti drugog i drugačijeg i osnaživanja queer zajednice. Vizija kolektiva je društvo sloboda kroz koje se ostvaruju identitetske različitosti." 
Od 2013. kroz angažman u Platformi Doma mladih i LGBT centru Split bavi se zagovaranjem razvoja društveno-kulturnih centara temeljenih na javno-civilnom partnerstvu i sudioničkom upravljanju.
Kolektiv je 2018. godine sam pokrenuo platformu LGBT centra Split s ciljem razvoja postojećeg prostora LGBT centra Split u društveno kulturni centar zasnovan na sudioničkom upravljanju i javno-civilnom partnerstvu.

## Vanjske poveznice
- queerANarchive web
- Platforma Doma mladih